# Zenvo ST1
La Zenvo ST1 è una autovettura coupé prodotta dalla casa danese Zenvo dal 2009 fino al 2016.

## L’auto
Nata da un progetto iniziato nel 2004 e presentata ai saloni dal 2008, l'inizio produzione è stato dichiarato per il 2009.
Dispone di un motore V8 di origine Chevrolet sovralimentato mediante turbocompressore e compressore volumetrico che eroga 1104 CV (810 kW) ed è capace di portare la vettura alla velocità massima limitata di 375 km/h con una accelerazione da 0 a 100 km/h in 2,6 secondi. Ha una cilindrata di 6800 cm³ e trazione posteriore. La trasmissione è manuale a 6 marce o, a richiesta, 7 marce con paddle al volante.
L'altezza da terra è variabile da 11 a 15 cm.
La produzione prevista è di soli 15 esemplari in totale.

## Versioni speciali

### 50-S
Per celebrare il partenariato HBH e l'importatore Red Sea Distribution nel 2011, l'azienda danese ha predisposto la realizzazione di una versione speciale di tre esemplari della ST1 per il mercato americano. Tale modello, denominato 50-S, monta un propulsore V8 7.0 litri da 1.250 CV e 1.500 Nm di coppia massima. La potenza, unita al peso di 1200 kg, permette un'accelerazione da 0 a 100 km/h in 3 secondi, con una velocità massima autolimitata a 375 km/h.

## Critiche
La Zenvo ST1 è stata pesantemente criticata nella trasmissione inglese Top Gear, dopo una serie di guasti avvenuti sul modello provato, tra cui un principio di incendio scaturito da uno degli intercooler e la rottura della frizione. Inoltre, nella prova cronometrata, ha ottenuto un tempo di giro (1"29.9 con pista bagnata) inferiore alla BMW M5, testata sempre su pista bagnata, e inferiore alla Ford Focus ST su pista asciutta. L'azienda ha contestato il modo in cui l'auto è stata provata affermando che la frizione è stata danneggiata da una guida non adeguata e che il giro in pista è stato eseguito in condizioni estreme di temperatura e umidità, in giornate in cui la guida sarebbe stata sconsigliata in molte parti della Gran Bretagna.